# Turn- und Sportgemeinschaft 1899 Hoffenheim 2015-2016 (femminile)
Questa voce raccoglie le informazioni riguardanti la squadra femminile del Turn- und Sportgemeinschaft 1899 Hoffenheim nelle competizioni ufficiali della stagione 2015-2016.

## Divise e sponsor
Le tenute di gioco sono le stesse dell'Hoffenheim maschile. Il main sponsor era adViva mentre lo sponsor tecnico, fornitore delle tenute da gioco, era Lotto.
| Casa | Trasferta | Terza divisa |

## Organigramma societario
Tratto dal sito ufficiale.
Area tecnica
- Allenatore: Jürgen Ehrmann
- Vice allenatore: Jürgen Grimm
- Vice allenatore: Gabor Gallai
- Preparatore dei portieri: Brian Heilig
- Preparatore atletico: Manuel Ruep
- Medico sportivo: Jutta Bletzer
- Fisioterapisti: Waldemar Losert, Hendrik Wahl

## Rosa
Rosa, ruoli e numeri di maglia come da sito ufficiale. Il main sponsor era adViva, mentre lo sponsor tecnico, fornitore delle tenute da gioco, era Lotto.
| N. |                     | Ruolo | Calciatrice         |
| -- | ------------------- | ----- | ------------------- |
| 1  | Croazia (bandiera)  | P     | Martina Tufeković   |
| 2  | Germania (bandiera) | D     | Lena Weiss          |
| 4  | Germania (bandiera) | D     | Kristin Demann      |
| 5  | Germania (bandiera) | D     | Michaela Specht     |
| 6  | Germania (bandiera) | A     | Silvana Chojnowski  |
| 7  | Svizzera (bandiera) | C     | Martina Moser       |
| 8  | Germania (bandiera) | C     | Christine Schneider |
| 9  | Germania (bandiera) | D     | Johanna Kaiser      |
| 11 | Ungheria (bandiera) | A     | Dóra Zeller         |
| 12 | Germania (bandiera) | C     | Stephanie Breitner  |
| 13 | Germania (bandiera) | D     | Isabella Hartig     |
| 14 | Germania (bandiera) | A     | Lina Bürger         |
| 15 | Germania (bandiera) | A     | Leonie Keilbach     |

| N. |                     | Ruolo | Calciatrice     |
| -- | ------------------- | ----- | --------------- |
| 16 | Austria (bandiera)  | A     | Nicole Billa    |
| 17 | Germania (bandiera) | C     | Emily Evels     |
| 18 | Germania (bandiera) | C     | Anne Fühner     |
| 19 | Germania (bandiera) | D     | Judith Steinert |
| 20 | Germania (bandiera) | C     | Theresa Betz    |
| 21 | Germania (bandiera) | D     | Leonie Pankratz |
| 22 | Germania (bandiera) | C     | Katharina Kiel  |
| 26 | Germania (bandiera) | D     | Sophie Howard   |
| 27 | Germania (bandiera) | P     | Friederike Abt  |
| 28 | Germania (bandiera) | C     | Tabea Waßmuth   |
| 32 | Germania (bandiera) | D     | Tamar Dongus    |
| 33 | Germania (bandiera) | C     | Fabienne Dongus |

## Calciomercato

### Sessione estiva
| Acquisti | Acquisti        | Acquisti             | Acquisti   |
| R.       | Nome            | da                   | Modalità   |
| -------- | --------------- | -------------------- | ---------- |
| P        | Friederike Abt  | Herforder            | definitivo |
| D        | Sophie Howard   | Colorado Pride       | definitivo |
| D        | Michaela Specht | Bayern Monaco II     | definitivo |
| C        | Isabella Hartig | Bayern Monaco II     | definitivo |
| A        | Nicole Billa    | St. Pölten-Spratzern | definitivo |

| Cessioni | Cessioni       | Cessioni      | Cessioni                       |
| R.       | Nome           | a             | Modalità                       |
| -------- | -------------- | ------------- | ------------------------------ |
| P        | Kristina Kober | Sand          | definitivo                     |
| C        | Janina Müller  | Hoffenheim II | aggregata alla squadra riserve |
| C        | Vanessa Wahlen | Hoffenheim II | aggregata alla squadra riserve |

## Risultati

### Frauen-Bundesliga

#### Girone di andata
| Friburgo in Brisgovia 30 agosto 2015, ore 14:00 CEST 1ª giornata | Friburgo        | 0 – 0 referto | Hoffenheim | Möslestadion (612 spett.)\| Arbitro: \| Wozniak (Herne) \| |
| Arbitro:                                                         | Wozniak (Herne) |               |            |                                                            |

| Arbitro: | Appelmann (Alzey) |

|  |           |             |
|  | Marcatori | 5’ Islacker |

| Arbitro: | Kurtes (Düsseldorf) |

|  |           |                          |
|  | Marcatori | 35’ Billa 71’ Chojnowski |

| Arbitro: | Heimann (Gladbeck) |

|                          |           |          |
| Moser 6’, 90’ Hartig 74’ | Marcatori | 79’ Wich |

| Arbitro: | Westerhoff (Bochum) |

|            |           |               |
| Gidion 56’ | Marcatori | 9’, 45’ Billa |

| Arbitro: | Söder (Ingolstadt) |

|          |           |                         |
| Betz 42’ | Marcatori | 1’ Van den Heiligenberg |

| Arbitro: | Wacker (Marbach am Neckar) |

|  |           |                                      |
|  | Marcatori | 48’ Hanebeck 75’ Makanza 81’ Schwalm |

| Arbitro: | Müller-Schmäh (Potsdam) |

|            |           |           |
| Bender 44’ | Marcatori | 53’ Moser |

| Arbitro: | Kurtes (Düsseldorf) |

|  |           |                                               |
|  | Marcatori | 2’ Jakabfi 15’ Šimić 18’ (rig.), 36’ Goeßling |

| Arbitro: | Heimann (Gladbeck) |

|  |           |                                        |
|  | Marcatori | 21’ Moser 40’, 78’ Schneider 51’ Evels |

| Arbitro: | Wozniak (Herne) |

|           |           |                                |
| Billa 83’ | Marcatori | 14’, 90+3’ Däbritz 20’ Leupolz |

#### Girone di ritorno
| Arbitro: | Rafalski (Baunatal) |

|                           |           |  |
| Pankratz 59’ Fühner 90+2’ | Marcatori |  |

| Arbitro: | Heimann (Gladbeck) |

|                                            |           |            |
| Islacker 21’, 67’ Ōgimi 78’ Garefrekes 90’ | Marcatori | 84’ Bürger |

| Arbitro: | Söder (Ingolstadt) |

|                             |           |                                                   |
| Billa 16’ Demann 83’ (rig.) | Marcatori | 27’ (rig.) Vojteková 43’ Škorvánková 61’ Van Bonn |

| Arbitro: | Wacker (Lehrensteinsfeld) |

|                     |           |                |
| Barth 25’ Weber 35’ | Marcatori | 74’ Chojnowski |

| Arbitro: | Kunkel (Amburgo) |

|                                                    |           |  |
| Schneider 9’ Billa 28’ Betz 87’ Moser 90+2’ (rig.) | Marcatori |  |

| Arbitro: | Diekmann (Dortmund) |

|                            |           |           |
| Voňková 10’, 53’ Hearn 48’ | Marcatori | 63’ Moser |

| Arbitro: | Lohmeyer (Holtland) |

|                      |           |            |
| Huth 15’ Schwalm 83’ | Marcatori | 56’ Zeller |

| Arbitro: | Illing (Limbach-Oberfrohna) |

|                                                         |           |  |
| F. Dongus 25’ Zeller 30’ Schneider 36’ Moser 51’ (rig.) | Marcatori |  |

| Arbitro: | Derlin (Bad Schwartau) |

|                                           |           |  |
| Popp 15’ Bussaglia 75’ (rig.) Jakabfi 80’ | Marcatori |  |

| Arbitro: | Westerhoff (Bochum) |

|                       |           |  |
| Demann 61’ Zeller 76’ | Marcatori |  |

| Arbitro: | Kunkel (Amburgo) |

|              |           |            |
| Iwabuchi 60’ | Marcatori | 55’ Hartig |

### DFB-Pokal
| Arbitro: | Baitinger (Friesenheim) |

|  |           |                                                    |
|  | Marcatori | 20’, 87’ Moser 27’ Billa 77’ Bürger 80’ Chojnowski |

| Arbitro: | Illing (Limbach-Oberfrohna) |

|                                     |           |  |
| Huth 37’ Makanza 40’, 46’ Rauch 48’ | Marcatori |  |

## Statistiche

### Statistiche di squadra
| Competizione         | Punti | In casa | In casa | In casa | In casa | In casa | In casa | In trasferta | In trasferta | In trasferta | In trasferta | In trasferta | In trasferta | Totale | Totale | Totale | Totale | Totale | Totale | DR |
| Competizione         | Punti | G       | V       | N       | P       | Gf      | Gs      | G            | V            | N            | P            | Gf           | Gs           | G      | V      | N      | P      | Gf     | Gs     | DR |
| -------------------- | ----- | ------- | ------- | ------- | ------- | ------- | ------- | ------------ | ------------ | ------------ | ------------ | ------------ | ------------ | ------ | ------ | ------ | ------ | ------ | ------ | -- |
| Frauen-Bundesliga    | 28    | 11      | 5       | 1       | 5       | 19      | 16      | 11           | 3            | 3            | 5            | 14           | 17           | 22     | 8      | 4      | 10     | 33     | 33     | 0  |
| DFB-Pokal der Frauen | -     | -       | -       | -       | -       | -       | -       | 2            | 1            | 0            | 1            | 5            | 4            | 2      | 1      | 0      | 1      | 5      | 4      | +1 |
| Totale               | -     | 11      | 5       | 1       | 5       | 19      | 16      | 13           | 4            | 3            | 6            | 19           | 21           | 24     | 9      | 4      | 11     | 38     | 37     | +1 |

### Andamento in campionato
| Giornata  | 1 | 2 | 3 | 4 | 5 | 6 | 7 | 8 | 9 | 10 | 11 | 12 | 13 | 14 | 15 | 16 | 17 | 18 | 19 | 20 | 21 | 22 |
| --------- | - | - | - | - | - | - | - | - | - | -- | -- | -- | -- | -- | -- | -- | -- | -- | -- | -- | -- | -- |
| Luogo     | T | C | T | C | T | C | C | T | C | T  | C  | C  | T  | C  | T  | C  | T  | T  | C  | T  | C  | T  |
| Risultato | N | P | V | V | V | N | P | N | P | V  | P  | V  | P  | P  | P  | V  | P  | P  | V  | P  | V  | N  |
| Posizione | 6 | 8 | 6 | 5 | 4 | 3 | 6 | 6 | 6 | 5  | 8  | 6  | 7  | 8  | 8  | 7  | 9  | 9  | 9  | 9  | 9  | 8  |

Legenda:

Luogo: C = Casa; T = Trasferta. Risultato: V = Vittoria; N = Pareggio; P = Sconfitta.

### Statistiche delle giocatrici
| Giocatore     | Frauen-Bundesliga | Frauen-Bundesliga | Frauen-Bundesliga | Frauen-Bundesliga | DFB-Pokal der Frauen | DFB-Pokal der Frauen | DFB-Pokal der Frauen | DFB-Pokal der Frauen | Totale   | Totale | Totale      | Totale     |
| Giocatore     | Presenze          | Reti              | Ammonizioni       | Espulsioni        | Presenze             | Reti                 | Ammonizioni          | Espulsioni           | Presenze | Reti   | Ammonizioni | Espulsioni |
| ------------- | ----------------- | ----------------- | ----------------- | ----------------- | -------------------- | -------------------- | -------------------- | -------------------- | -------- | ------ | ----------- | ---------- |
| F. Abt        | 9                 | -18               | 0                 | 0                 | 2                    | -4                   | 0                    | 0                    | 11       | -22    | 0           | 0          |
| T. Betz       | 16                | 2                 | 2                 | 0                 | 2                    | 0                    | 0                    | 0                    | 18       | 2      | 2           | 0          |
| N. Billa      | 19                | 6                 | 2                 | 0                 | 2                    | 1                    | 0                    | 0                    | 21       | 7      | 2           | 0          |
| S. Breitner   | 16                | 0                 | 3                 | 0                 | 2                    | 0                    | 0                    | 0                    | 18       | 0      | 3           | 0          |
| L. Bürger     | 14                | 1                 | 2                 | 0                 | 1                    | 0                    | 0                    | 0                    | 15       | 1      | 2           | 0          |
| S. Chojnowski | 11                | 2                 | 1                 | 0                 | 1                    | 1                    | 0                    | 0                    | 12       | 3      | 1           | 0          |
| K. Demann     | 22                | 2                 | 3                 | 0                 | 2                    | 0                    | 0                    | 0                    | 24       | 2      | 3           | 0          |
| F. Dongus     | 20                | 1                 | 4                 | 0                 | 2                    | 0                    | 1                    | 0                    | 22       | 1      | 5           | 0          |
| T. Dongus     | 18                | 0                 | 3                 | 0                 | 2                    | 0                    | 1                    | 0                    | 20       | 0      | 4           | 0          |
| E. Evels      | 18                | 1                 | 2                 | 0                 | 1                    | 0                    | 0                    | 0                    | 19       | 1      | 2           | 0          |
| A. Fühner     | 14                | 1                 | 0                 | 0                 | 2                    | 0                    | 0                    | 0                    | 16       | 1      | 0           | 0          |
| I. Hartig     | 13                | 2                 | 0                 | 0                 | 1                    | 0                    | 0                    | 0                    | 14       | 2      | 0           | 0          |
| S. Howard     | 21                | 0                 | 5                 | 0                 | 2                    | 0                    | 0                    | 0                    | 23       | 0      | 5           | 0          |
| J. Kaiser     | -                 | -                 | -                 | -                 | -                    | -                    | -                    | -                    | -        | -      | -           | -          |
| L. Keilbach   | 0                 | 0                 | 0                 | 0                 | -                    | -                    | -                    | -                    | 0        | 0      | 0           | 0          |
| K. Kiel       | 8                 | 0                 | 0                 | 0                 | 1                    | 0                    | 0                    | 0                    | 9        | 0      | 0           | 0          |
| M. Moser      | 22                | 7                 | 0                 | 0                 | 2                    | 2                    | 0                    | 0                    | 24       | 9      | 0           | 0          |
| L. Pankratz   | 12                | 1                 | 0                 | 0                 | -                    | -                    | -                    | -                    | 12       | 1      | 0           | 0          |
| C. Schneider  | 12                | 4                 | 1                 | 0                 | -                    | -                    | -                    | -                    | 12       | 4      | 1           | 0          |
| M. Specht     | 4                 | 0                 | 1                 | 0                 | 2                    | 0                    | 0                    | 0                    | 6        | 0      | 1           | 0          |
| J. Steinert   | 7                 | 0                 | 2                 | 0                 | 1                    | 0                    | 0                    | 0                    | 8        | 0      | 2           | 0          |
| M. Tufeković  | 14                | -15               | 0                 | 0                 | 0                    | 0                    | 0                    | 0                    | 14       | -15    | 0           | 0          |
| T. Waßmuth    | -                 | -                 | -                 | -                 | -                    | -                    | -                    | -                    | -        | -      | -           | -          |
| L. Weiss      | -                 | -                 | -                 | -                 | -                    | -                    | -                    | -                    | -        | -      | -           | -          |
| D. Zeller     | 13                | 3                 | 1                 | 0                 | -                    | -                    | -                    | -                    | 13       | 3      | 1           | 0          |